# Fusarium venenatum
Fusarium venenatum é um fungo, mais precisamente um bolor, a partir do qual é obtida uma micoproteína.
É utilizado na produção de Quorn, um substituto de carne utilizado por vegetarianos.